# Dreetz (Brandenburgia)
Dreetz – gmina w Niemczech w kraju związkowym Brandenburgia, w powiecie Ostprignitz-Ruppin, wchodzi w skład urzędu Neustadt (Dosse).

## Geografia
Gmina Dreetz położona jest na południe od miasta Neustadt (Dosse).

## Dzielnice
W skład gminy wchodzą następujące dzielnice:
- Bartschendorf
- Dreetz
- Giesenhorst
- Michaelisbruch
- Siegrothsbruch